# Elle (tidsskrift)
 For alternative betydninger, se Elle. (Se også artikler, som begynder med Elle)
Elle (dansk: Hun, skrevet med versaler) er et fransk og senere internationalt dameblad, der blev grundlagt i 1945 af Pierre Lazareff og Hélène Gordon. 
Fra 1988 udkom bladet også i USA, og siden er der kommet yderligere sprog til, således at bladet i dag udkommer i 42 udgaver. Det er i dag verdens største dameblad og har over 4,8 mio. læsere. Bladet udkommer bl.a. i Tyskland, Sverige og Norge, og siden September 2008 udkommer det også i en dansk version. Danmark er det 42. land i hvilket Elle udkommer. 

## Dansk udgave
I Danmark bliver Elle DK udgivet på dansk af Aller Media A/S, som har valgt ikke at forlænge licensen med den franske ejer Lagardère fra 2024.
På forsiden har blandt andet været danske topmodeller som Louise P., Agnete Hegelund og Freja Beha.[kilde mangler]
I løbet af sine 15 års levetid har Elle DK været genstand for hyppig kritik. I juni 2020 havnede modemagasinet i en shitstorm for at sende et nummer på gaden, hvor alle ni kvinder på forsiden var etnisk hvide. Kritikken faldt sammen med, at magasinet efter eget udsagn kun havde haft én sort kvinde på forsiden i løbet af 12 år. Magasinet har efterfølgende undskyldt og lovet bedre repræsentation.
I september 2022 mødte Elle DK igen kritik på racespørgsmålet for bordplanen ved magasinets egen prisuddeling ELLE Style Awards. Ved et af bordene var der kun placeret personer med udenlandsk klingende navne. I medierne blev shitstormen blandt andet omtalt som 'Elles brune bord'.
I maj 2023 kom Elle DK endnu engang i modvind for chefredaktørens leder i juni-udgaven, der havde den tørklædebærende fodboldspiller og -træner Nagin Ravand på forsiden. I lederen stod der blandt andet: “På Elle har vi indtil nu aktivt valgt tørklædebærende kvinder fra på vores forside. Det har vi, fordi det er vores ambition at skildre mennesker frie og lige." Det skabte en shitstorm på sociale medier, og forsidemodellen Nagin Ravand gik ud offentligt og tog afstand fra Elles udtalelser.